# XXL (groupe macédonien)
Pour les articles homonymes, voir XXL.
XXL est un groupe de pop macédonien formé en 2000 représentant son pays lors du Concours Eurovision de la chanson 2000 célébré à Stockholm, en Suède. Ses membres sont Marija Nikolova, Ivona Džamtovska, Rosica Nikolovska et Verica Karanfilovska.
Le groupe s'est présenté au Skopje Fest 2000 avec la chanson 100% te ljubam (lit. « Je t'aime à 100% »). La chanson, écrite par Dragan Karanfilovska (père de l'un des membres du groupe) a remporté le concours et a représenté leur pays lors de la compétition européenne. Cependant, l'apparence et la chorégraphie ont rendu difficile la performance vocale du groupe lors de sa prestation au festival, ce qui lui a valu une 15e place avec 29 points.
Après sa participation au concours, le groupe a continué à se produire dans divers festivals en Macédoine du Nord et dans diverses boîtes de nuit de Skopje.